# Slovenia ai XXIII Giochi olimpici invernali
La Slovenia ha partecipato ai XXIII Giochi olimpici invernali, che si sono svolti dal 9 al 28 febbraio 2018 a PyeongChang in Corea del Sud, con una delegazione composta da 71 atleti.

## Medaglie
| Riepilogo quotidiano | Riepilogo quotidiano | Riepilogo quotidiano | Riepilogo quotidiano | Riepilogo quotidiano | Riepilogo quotidiano |
| -------------------- | -------------------- | -------------------- | -------------------- | -------------------- | -------------------- |
| Giorno               | Data                 |                      |                      |                      | Totale               |
| 1º                   | 10                   | 0                    | 0                    | 0                    | 0                    |
| 2º                   | 11                   | 0                    | 0                    | 0                    | 0                    |
| 3º                   | 12                   | 0                    | 0                    | 0                    | 0                    |
| 4º                   | 13                   | 0                    | 0                    | 0                    | 0                    |
| 5º                   | 14                   | 0                    | 0                    | 0                    | 0                    |
| 6º                   | 15                   | 0                    | 1                    | 0                    | 1                    |
| 7º                   | 16                   | 0                    | 0                    | 0                    | 0                    |
| 8º                   | 17                   | 0                    | 0                    | 0                    | 0                    |
| 9º                   | 18                   | 0                    | 0                    | 0                    | 0                    |
| 10º                  | 19                   | 0                    | 0                    | 0                    | 0                    |
| 11º                  | 20                   | 0                    | 0                    | 0                    | 0                    |
| 12º                  | 21                   | 0                    | 0                    | 0                    | 0                    |
| 13º                  | 22                   | 0                    | 0                    | 0                    | 0                    |
| 14º                  | 23                   | 0                    | 0                    | 0                    | 0                    |
| 15º                  | 24                   | 0                    | 0                    | 1                    | 1                    |
| 16º                  | 25                   | 0                    | 0                    | 0                    | 0                    |
| Totale               | Totale               | 0                    | 1                    | 1                    | 2                    |

### Medagliere per discipline
| Sport     | Oro | Argento | Bronzo | Totale |
| --------- | --- | ------- | ------ | ------ |
| Biathlon  | 0   | 1       | 0      | 1      |
| Snowboard | 0   | 0       | 1      | 1      |
| Totale    | 0   | 1       | 1      | 2      |

### Medaglie d'argento
| Medaglia | Nome      | Sport    | Evento                     |
| -------- | --------- | -------- | -------------------------- |
| Argento  | Jakov Fak | Biathlon | 20 km individuale maschile |

### Medaglie di bronzo
| Medaglia | Nome      | Sport     | Evento                            |
| -------- | --------- | --------- | --------------------------------- |
| Bronzo   | Žan Košir | Snowboard | Slalom gigante parallelo maschile |

## Biathlon

### Maschile
La Slovenia ha diritto a schierare 5 atleti in seguito ad aver terminato tra la sesta e la ventesima posizione del ranking maschile per nazioni della Coppa del Mondo di biathlon 2017.
| Gara                    | Atleta                                               | Penalità    | Tempo d'arrivo | Posizione |
| ----------------------- | ---------------------------------------------------- | ----------- | -------------- | --------- |
| 10 km sprint            | Klemen Bauer                                         | 2 (0+2)     | 24'36"4        | 26º       |
| 10 km sprint            | Miha Dovžan                                          | 2 (2+0)     | 25'42"2        | 53º       |
| 10 km sprint            | Mitja Drinovec                                       | 3 (1+2)     | 26'13"7        | 72º       |
| 10 km sprint            | Jakov Fak                                            | 2 (1+1)     | 24'34"2        | 23º       |
| 12,5 km inseguimento    | Klemen Bauer                                         | 6 (2+0+2+2) | 35'55"9        | 24º       |
| 12,5 km inseguimento    | Miha Dovžan                                          | 7 (0+1+3+3) | 40'13"2        | 59º       |
| 12,5 km inseguimento    | Jakov Fak                                            | 6 (2+1+3+0) | 38'10"4        | 47º       |
| 20 km individuale       | Klemen Bauer                                         | 2 (0+2+0+0) | 50'07"0        | 15º       |
| 20 km individuale       | Miha Dovžan                                          | 2 (1+0+0+1) | 51'54"2        | 35º       |
| 20 km individuale       | Mitja Drinovec                                       | 5 (2+1+2+0) | 56'06"4        | 80º       |
| 20 km individuale       | Jakov Fak                                            | 0 (0+0+0+0) | 48'09"3        |           |
| 15 km partenza in linea | Klemen Bauer                                         | 4 (1+0+2+1) | 37'19"8        | 20º       |
| 15 km partenza in linea | Jakov Fak                                            | 1 (0+0+1+0) | 36'23"4        | 10º       |
| Staffetta 4x7,5 km      | Miha Dovžan Klemen Bauer Mitja Drinovec Lenart Oblak | 11 (1+10)   | 1h20'17"3      | 10ª       |

### Femminile
La Slovenia ha diritto a schierare 2 atlete per aver terminato tra la ventunesima e la ventiduesima posizione del ranking femminile per nazioni della Coppa del Mondo di biathlon 2017.
| Gara               | Atleta     | Penalità    | Tempo d'arrivo | Posizione |
| ------------------ | ---------- | ----------- | -------------- | --------- |
| 7,5 km sprint      | Anja Eržen | 3 (2+1)     | 23'20"9        | 46ª       |
| 7,5 km sprint      | Urška Poje | 4 (0+4)     | 24'52"8        | 75ª       |
| 10 km inseguimento | Anja Eržen | 7 (0+2+2+3) | 36'22"6        | 51ª       |
| 15 km individuale  | Anja Eržen | 3 (0+0+0+3) | 45'22"9        | 35ª       |
| 15 km individuale  | Urška Poje | 0 (0+0+0+0) | 43'52"7        | 12ª       |

### Gare miste
| Gara                        | Atleti                                       | Penalità | Tempo d'arrivo | Posizione |
| --------------------------- | -------------------------------------------- | -------- | -------------- | --------- |
| Staffetta 2x6 km + 2x7,5 km | Urška Poje Anja Eržen Klemen Bauer Jakov Fak | 8 (1+7)  | 1h11'55"6      | 14ª       |

## Combinata nordica
La Slovenia aveva qualificato nella combinata nordica un totale di tre atleti ma decise di portarne soltanto due.
| Gara               | Atleta         | Salto     | Salto | Salto     | Fondo   | Fondo            | Posizione |
| Gara               | Atleta         | Lunghezza | Punti | Posizione | Tempo   | Tempo + distacco | Posizione |
| ------------------ | -------------- | --------- | ----- | --------- | ------- | ---------------- | --------- |
| Trampolino normale | Marjan Jelenko | 73,5 m    | 60,4  | 46º       | 25'27"5 | 30'08"5          | 44º       |
| Trampolino normale | Vid Vrhovnik   | 92,5 m    | 90,4  | 27º       | 24'58"9 | 27'39"9          | 28º       |
| Trampolino lungo   | Marjan Jelenko | 109,0 m   | 84,4  | 37º       | 24'57"7 | 28'35"7          | 41º       |
| Trampolino lungo   | Vid Vrhovnik   | 112,5 m   | 83,4  | 38º       | 25'08"4 | 28'50"4          | 42º       |

## Hockey su ghiaccio

### Torneo maschile
La Slovenia ha diritto a partecipare al torneo maschile di hockey su ghiaccio in seguito ad aver vinto il torneo preolimpico di Minsk.
| Pos. |             | PG | V | VOT | POT | P | GF | GS | DR | Pt |
| 1.   | Russia      | 0  | 0 | 0   | 0   | 0 | 0  | 0  | 0  | 0  |
| 2.   | Stati Uniti | 0  | 0 | 0   | 0   | 0 | 0  | 0  | 0  | 0  |
| 3.   | Slovacchia  | 0  | 0 | 0   | 0   | 0 | 0  | 0  | 0  | 0  |
| 4.   | Slovenia    | 0  | 0 | 0   | 0   | 0 | 0  | 0  | 0  | 0  |

## Salto con gli sci
La Slovenia ha qualificato nel salto con gli sci nove atleti, quattro donne e cinque uomini.

### Donne
| Gara               | Atleta       | Primo salto | Primo salto | Primo salto | Secondo salto | Secondo salto | Secondo salto | Punti totali | Posizione |
| Gara               | Atleta       | Lunghezza   | Punti       | Pos.        | Lunghezza     | Punti         | Pos.          | Punti totali | Posizione |
| ------------------ | ------------ | ----------- | ----------- | ----------- | ------------- | ------------- | ------------- | ------------ | --------- |
| Trampolino normale | Urša Bogataj | 84,5 m      | 71,2        | 25ª         | 81,0 m        | 64,0          | 30ª           | 135,2        | 30ª       |
| Trampolino normale | Ema Klinec   | 91,5 m      | 94,2        | 12ª         | 89,0 m        | 87,4          | 16ª           | 181,6        | 14ª       |
| Trampolino normale | Nika Križnar | 101,0 m     | 108,5       | 7ª          | 104,0 m       | 114,7         | 6ª            | 223,2        | 7ª        |
| Trampolino normale | Špela Rogelj | 80,0 m      | 64,3        | 28ª         | 90,5 m        | 90,2          | 12ª           | 154,5        | 22ª       |

### Uomini
| Gara               | Atleta                                              | Qualificazioni | Qualificazioni | Qualificazioni | Finale                          | Finale      | Finale      | Finale                          | Finale          | Finale          | Finale          | Finale          |
| Gara               | Atleta                                              | Qualificazioni | Qualificazioni | Qualificazioni | Primo salto                     | Primo salto | Primo salto | Secondo salto                   | Secondo salto   | Secondo salto   | Punti totali    | Posizione       |
| Gara               | Atleta                                              | Lunghezza      | Punti          | Pos.           | Lunghezza                       | Punti       | Pos.        | Lunghezza                       | Punti           | Pos.            | Punti totali    | Posizione       |
| ------------------ | --------------------------------------------------- | -------------- | -------------- | -------------- | ------------------------------- | ----------- | ----------- | ------------------------------- | --------------- | --------------- | --------------- | --------------- |
| Trampolino normale | Tilen Bartol                                        | 97,0 m         | 115,1          | 22º Q          | 106,0 m                         | 119,0       | 12º         | 102,0 m                         | 101,8           | 23º             | 220,8           | 16º             |
| Trampolino normale | Jernej Damjan                                       | 99,5 m         | 118,9          | 16º Q          | 97,0 m                          | 101,1       | 27º         | 95,5 m                          | 100,2           | 24º             | 201,3           | 28º             |
| Trampolino normale | Peter Prevc                                         | 99,0 m         | 120,2          | 14º Q          | 98,5 m                          | 106,2       | 24º         | 113,0 m                         | 128,1           | 3º              | 234,3           | 12º             |
| Trampolino normale | Timi Zajc                                           | 94,0 m         | 107,1          | 29º Q          | 97,0 m                          | 98,6        | 33º         | non qualificato                 | non qualificato | non qualificato | non qualificato | non qualificato |
| Trampolino lungo   | Tilen Bartol                                        | 103,5 m        | 69,6           | 49º Q          | 130,5 m                         | 122,4       | 19º         | 130,0 m                         | 125,1           | 12º             | 247,5           | 17º             |
| Trampolino lungo   | Jernej Damjan                                       | 132,5 m        | 113,7          | 15º Q          | 130,0 m                         | 124,0       | 18º         | 130,5 m                         | 124,3           | 14º             | 248,3           | 16º             |
| Trampolino lungo   | Peter Prevc                                         | 125,0 m        | 111,0          | 17º Q          | 134,0 m                         | 132,4       | 8º          | 127,5 m                         | 125,6           | 11º             | 258,0           | 10º             |
| Trampolino lungo   | Anže Semenič                                        | 119,5 m        | 97,5           | 30º Q          | 127,0 m                         | 118,1       | 21º         | 120,0 m                         | 102,4           | 27º             | 220,5           | 28º             |
| Gara a squadre     | Jernej Damjan Anže Semenič Tilen Bartol Peter Prevc | N.D.           | N.D.           | N.D.           | 126,5 m 125,0 m 129,5 m 134,5 m | 492,4       | 5ª          | 129,5 m 123,5 m 122,0 m 133,5 m | 475,4           | 5ª              | 967,8           | 5ª              |

## Slittino
La Slovenia aveva qualificato nello slittino un solo atleta nel singolo maschile. Successivamente la Federazione Internazionale Slittino ha destinato un ulteriore posto nel singolo maschile, tra gli otto previsti in totale tra tutte le discipline, per raggiungere il numero massimo (40) di atleti in gara per la specialità. Tuttavia il comitato sloveno decise di portare in gara un solo atleta e quindi il posto resosi vacante venne assegnato al Kazakistan.
| Gara             | Atleta      | 1ª manche | 2ª manche | 3ª manche | 4ª manche       | Totale   | Posizione |
| ---------------- | ----------- | --------- | --------- | --------- | --------------- | -------- | --------- |
| Singolo maschile | Tilen Sirše | 49"887    | 58"776    | 49"646    | non qualificato | 2'38"309 | 39º       |